# Diparidae

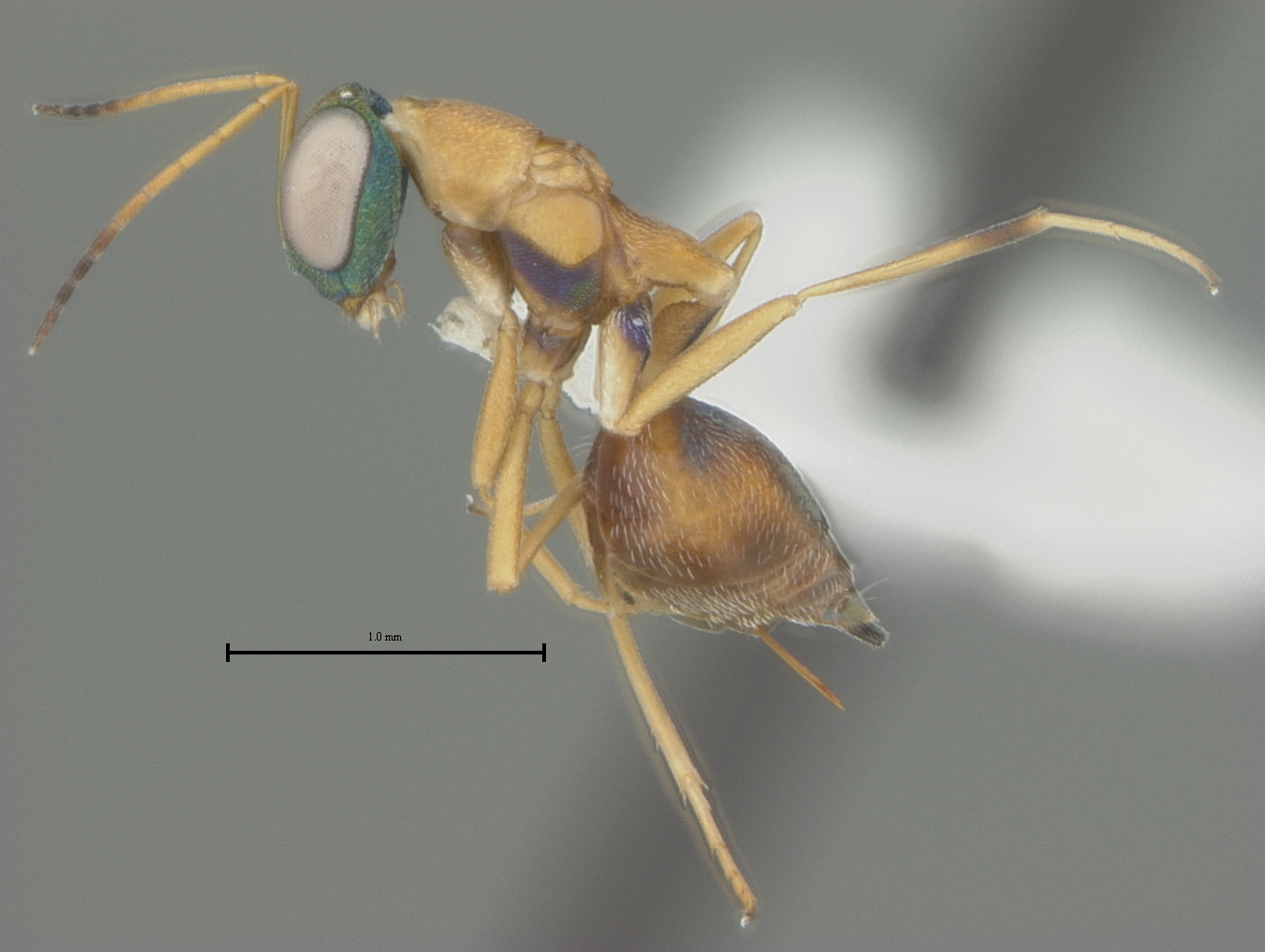
Myrmicolelaps aurantius ♀

Die Diparidae bilden eine Hautflüglerfamilie innerhalb der Überfamilie der Erzwespen (Chalcidoidea).
Das Taxon geht auf den schwedischen Entomologen Carl Gustaf Thomson zurück, der im Jahr 1876 die Unterfamilie Diparinae innerhalb der Pteromalidae einführte. Die Typusgattung ist Dipara Walker, 1833. Burks et al. führten 2022 aufgrund molekularbiologischer und morphologischer Studien eine Aufspaltung und Umgliederung der Pteromalidae durch. Im Rahmen dieser Revision wurde die Unterfamilie in den Rang einer Familie erhoben.

## Merkmale
Die Diparidae weisen einen deutlichen Geschlechtsdimorphismus auf. Die meisten Männchen sind voll beflügelt (makropter) mit fadenförmigen Fühlern. Die Weibchen innerhalb der Familie weisen eine größere morphologische Varianz auf, mit makropteren, brachypteren (mit reduzierten Flügeln) und apteren (flügellosen) Exemplaren. Die Fühler der Weibchen weisen in der Regel eine Keule auf. Burks et al. (2022) beschreiben die Familie Diparidae anhand folgender morphologischer Eigenschaften: Die Fühler besitzen 12 Geißelglieder. Die Anzahl beinhaltet ein kleines viertes Keulenglied (Clavomer). Die Augen sind nicht ventral divergierend. Das Labrum wird vom Clypeus verdeckt. Es ist flexibel, annähernd rechteckig, am Rand mit einer Reihe von Borsten (Setae). Die Mandibeln weisen 3 oder 4 Zähne auf. Die subforaminale Brücke ist mit Postgena und befindet sich dorsal zum Hypostoma. Das Mesoscutellum ist mit Frenum, zumindest seitlich angedeutet, sowie mit einer axillularen Längsfurche (Sulcus). Der mesopleurale Bereich ist ohne erweitertem Acropleuron. Das Mesepimeron reicht nicht über den Vorderrand des Metapleurons (Ausnahme: Diparsica). Alle Beine weisen 5 Tarsenglieder auf. Der protibiale Sporn ist kräftig und gebogen. Der basitarsale Kamm ist längs gerichtet. Das Metasoma ist mit Syntergum und daher ohne Epipygium (Subgenitalplatte). Vor den Cerci befinden sich Börstchen.

## Verbreitung
Die Diparidae kommen fast weltweit vor, weisen jedoch in Südafrika und in Australien die größte Gattungsvielfalt auf. Dies ist ein Hinweis darauf, dass die Familie ihre Ursprünge in Gondwana hat, einem erdgeschichtlichen Großkontinent, der die südliche Hemisphäre dominierte.

## Lebensweise
Die Diparidae findet man in der Bodenstreu von Waldgebieten. Sie gelten als Parasitoide von am Boden lebender Rüsselkäfer. Es gibt jedoch auch Berichte, dass die Hautflügler aus Ootheken von Fangschrecken und Fliegenpuppen erschienen.

## Innere Systematik
Nach Burks et al. (2022) zählen zu den Diparidae folgende Gattungen:
- Cerodipara Desjardins, 2007
- Chimaerolelaps Desjardins, 2007
- Conodipara Hedqvist, 1972
- Conophorisca Hedqvist, 1969
- Dipara Walker, 1833
- Diparisca Hedqvist, 1964
- Dozodipara Desjardins, 2007
- Hedqvistina Koçak, Hüseyinoglu & Kemal, 2008
- Lelaps Walker, 1988
- Myrmicolelaps Hedqvist, 1969
- Netomocera Bouček, 1954